# Galapagosek wulkaniczny
Galapagosek wulkaniczny (Nesoryzomys fernandinae) – gatunek ssaka z podrodziny bawełniaków (Sigmodontinae) w obrębie rodziny chomikowatych (Cricetidae), występujący endemicznie na wyspach Galapagos.

## Zasięg występowania
Galapagosek wulkaniczny występuje wyłącznie na wyspie Fernandina w archipelagu Galapagos należącym do Ekwadoru, o powierzchni około 640 km², z czego zasięg występowania gryzonia to przypuszczalnie mniej niż 20 km².

## Taksonomia
Gatunek po raz pierwszy zgodnie z zasadami nazewnictwa binominalnego opisał w 1979 roku niemieccy zoolodzy Rainer Hutterer i Udo Hirsch nadając mu nazwę Nesoryzomys fernandinae. Holotyp pochodził z wyspy Fernandina, na Galapagos, w Ekwadorze. Gatunek opisano na podstawie pozostałości znalezionych w wypluwkach sów.
N. fernandinae jest uznawany za blisko spokrewniony z wymarłym N. darwini. Autorzy Illustrated Checklist of the Mammals of the World uznają ten takson za gatunek monotypowy.

### Etymologia
- Nesoryzomys: gr. νησος nēsos „wyspa” (tj. Galapagos); rodzaj Oryzomys S.F. Baird, 1857 (ryżniak)[7].
- fernandinae: wyspa Fernandina, Galapagos, Ekwador[8].

## Morfologia
Długość ciała (bez ogona) 100–121 mm, długość ogona 77–100 mm, długość ucha 15–19 mm, długość tylnej stopy 21–27 mm; masa ciała 22–63 g (samic średnio 27 g, samców średnio 38 g).

## Ekologia
Jest spotykany w różnych częściach wyspy, najczęściej w gęstej roślinności na obrzeżach krateru wulkanu, na wysokości 1300 m n.p.m. Lokalnie jest pospolity.
Jest to zwierzę nocne, prowadzi naziemny tryb życia. Nie wiadomo, czym się żywi. Na Fernandinie występuje także inny gatunek z tego rodzaju, galapagosek kraterowy.

## Populacja
Gatunek ma ograniczony zasięg występowania, nie wiadomo jaki jest trend zmian jego liczebności. Największym zagrożeniem dla niego jest sprowadzenie na wyspę obcych gatunków, takich jak szczur śniady i mysz domowa. W przeszłości był uznawany za gatunek wymarły, ale został ponownie odkryty. Jest obecnie uznawany za gatunek narażony na wyginięcie.